# Full-duplex

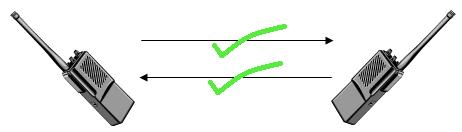
Full-duplex

Met full-duplexcommunicatie wordt bedoeld dat men een verbinding tot stand kan brengen waarbij er tegelijk informatie wordt uitgewisseld in de twee richtingen: van zender naar ontvanger en van ontvanger naar zender. Dit kan op verschillende manieren worden bereikt: door gebruikmaking van twee afzonderlijke fysieke parallelle verbindingen (bijvoorbeeld in een telefooncentrale), twee verschillende frequenties (FDMA) of door middel van een vorm van communicatie waarbij het kanaal zo snel wordt omgeschakeld tussen zenden en ontvangen dat het voor de gebruiker lijkt alsof beide kanalen gelijktijdig bestaan (TDMA). Een modem maakt vaak gebruik van FDMA.
Bij spraakcommunicatie zijn beide zijden van het kanaal tegelijkertijd zender en ontvanger in full-duplexmode, waardoor de luisteraar de spreker in de rede kan vallen. Een voorbeeld van een full-duplexsysteem is de GSM.
Opmerking: een telefoontoestel is met slechts twee draden met de centrale verbonden. Toch gaan hierover twee verbindingen. Het heengaande en teruggaande verkeer wordt in het toestel en in de centrale gescheiden door middel van vorkschakelingen.